# نوزدهمین دوره جوایز بفتا
 نوزدهمین دوره جوایز بفتا (به انگلیسی: 19th British Academy Film Awards) در سال ۱۹۶۶ به افتخار فیلم ۱۹۶۵ در لندن برگزار شد .

## جوایز و نامزدها
| ۱۹۶۵ 19th                    |                         |                              |
| بهترین بازیگر مرد بریتانیایی |                         |                              |
| دیرک بوگارد                  | عزیز                    | Robert Gold                  |
| هری اندروز                   | The Hill                | RSM Wilson                   |
| مایکل کین                    | The Ipcress File        | Harry Palmer                 |
| رکس هریسون                   | بانوی زیبای من          | Prof. Henry Higgins          |
| بهترین بازیگر مرد خارجی      |                         |                              |
| لی ماروین                    | کت بالو                 | Kid Shelleen / Tim Strawn    |
| لی ماروین                    | The Killers             | Charlie Strom                |
| جک لمون                      | Good Neighbor Sam       | Sam Bissell                  |
| جک لمون                      | How to Murder Your Wife | Stanley Ford                 |
| آنتونی کوئین                 | زوربای یونانی           | Alexis Zorba                 |
| اینوکنتی اسموکتونوفسکی       | هملت                    | شاهزاده هملت                 |
| اوسکار ورنر                  | Ship of Fools           | Dr. Wilhelm "Willi" Schumann |

- بهترین بازیگر نقش اول زن خارجی  پاتریشیا نئال
- بهترین بازیگر نقش اول زن بریتانیا  جولی کریستی
- بهترین فیلم بانوی زیبای من
- بهترین فیلم بریتانیا پرونده ایپکرس
- بهترین فیلم بریتانیا عزیز